# سیارک ۷۹۵۹
سیارک ۷۹۵۹ (به انگلیسی: 7959 Alysecherri، نامگذاری:1994PK) هفت هزار و نهصد و پنجاه و نهمین سیارک کشف شده‌است که در ۲ اوت ۱۹۹۴ کشف شد.